# 水玉模様

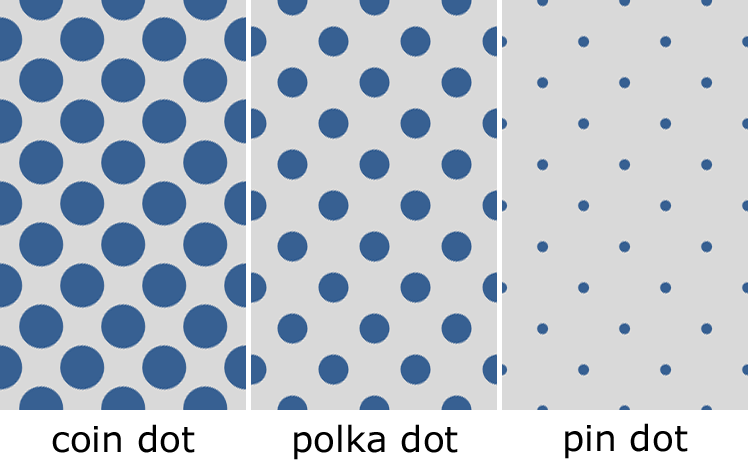
コイン・ドット、ポルカ・ドット、ピン・ドット

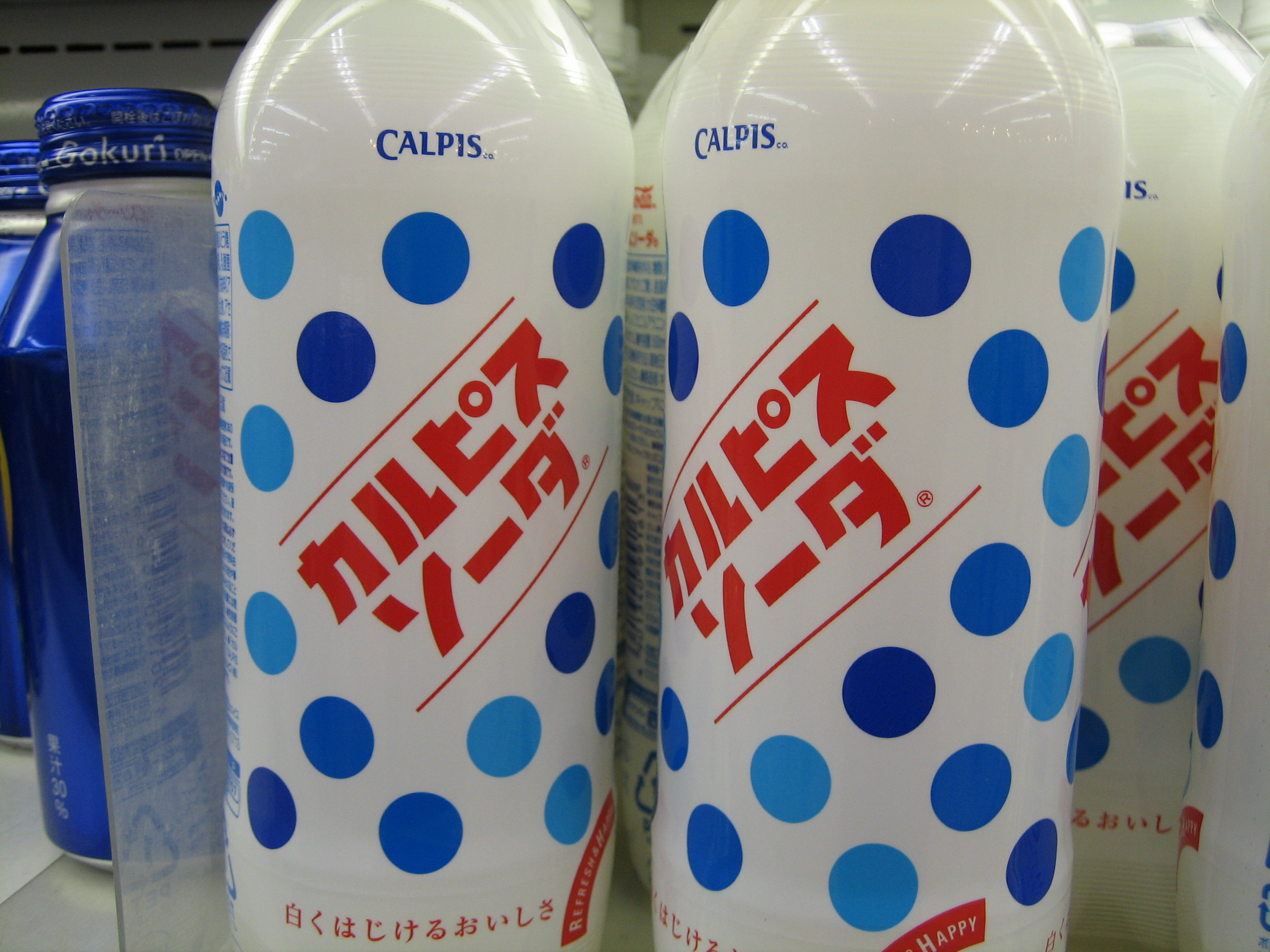
「カルピスソーダ」
カルピスの包装に水玉が採用されたのは、発売から3年後の1922年で、銀河の群星をイメージしたものだという
（当初は濃い青地×不規則に配置された白の水玉）

水玉模様（みずたまもよう）は、模様の一種。主に、小さなドット（円形・玉）を複数配置したものを指す。パンチングメタルのような規則的な構成になっているものも多い。ドット柄とも呼ばれる。
ドットの大きい順に、コインドット、ポルカドット（英: Polka dot）、ピンドットと3区分されることがある。
古くは新アッシリア帝国（古代メソポタミア地方、現イラク）の王妃・リッバリ・シャラト（紀元前7世紀）のニネヴェレリーフのドレスにも確認される（「リッバリ・シャラト」の項目に載る写真を参照）。
ヨーロッパにおいて水玉に近い模様としては、ドイツ皇帝フリードリヒ1世が十字軍兵士の姿をし、ロベールの歴史叙述の写本を受け取る1188年頃のシーンを描いた絵に、十字架が描かれた盾に無数の赤い円（中心は塗られていない）が見られる（英語版・ドイツ語版で確認可）。
日本では市松模様と同様に古墳時代の人物埴輪の服装から確認でき、例として、栃木県下野市甲塚古墳出土の織物型埴輪の女性服や茨城県八千代町（大和文華館所蔵）の埴輪男子立像の下衣において確認できる。この東国埴輪に確認される水玉模様に関しては、大陸伝来のものか、東国で生まれた模様かは不明。
時代は下り、江戸時代における水玉模様の小紋の一つとしては、「鮫小紋」が挙げられる（規則正しい水玉模様に対し、意図的にまばらにするなど鮫肌に似ていることから）。
服の模様以外としては、七宝焼のデザイン「連続文様」の一つとして見られる。